# Бета-гідроксимасляна кислота
Бета-гідроксимасляна кислота (англ. β-Hydroxybutyric acid), також відома під назвами 3-гідроксимасляна кислота або BHB — органічна сполука та бета-гідроксикислота з хімічною формулою CH3CH(OH)CH2CO2H; її сполученою основою є β-гідроксибутират, також відомий як 3-гідроксибутират. Бета-гідроксимасляна кислота є хіральною сполукою з двома енантіомерами: D-β-гідроксимасляною кислотою та L-β-гідроксимасляною кислотою. Її окислені та полімерні похідні широко зустрічаються в природі. У людей D-β-гідроксимасляна кислота є одним із двох первинних ендогенних агоністів рецептора гідроксикарбонової кислоти 2, Gi/o-зв'язаного G-білокспряженого рецептора.

## Біосинтез
У людини D-β-гідроксибутират може синтезуватися в печінці шляхом метаболізму жирних кислот (зокрема, бутирату), β-гідрокси-β-метилбутирату та кетогенних амінокислот через ряд реакцій, які метаболізують ці сполуки в ацетоацетат, який є першим кетоновим тілом, що виробляється натщесерце. Біосинтез D-β-гідроксибутирату з ацетоацетату каталізується ферментом β-гідроксибутиратдегідрогеназою. Бутират також може метаболізуватися в D -β-гідроксибутират через другий метаболічний шлях, який не включає ацетоацетат як метаболічний проміжний продукт. Цей метаболічний шлях виглядає наступним чином:
бутират→ бутирил-КоА → кротоніл-КоА → β-гідроксибутирил-КоА → полі-β-гідроксибутират → D-β-(D-β-гідроксибутирилокси)-бутират → D-β-гідроксибутират
Остання реакція на цьому метаболічному шляху, яка включає перетворення D-β-(D-β-гідроксибутирилокси)-бутирату в D-β-гідроксибутират, каталізується ферментом гідролазою гідроксибутират-димеру.
Концентрація β-гідроксибутирату в плазмі крові людини, як і інших кетонових тіл, підвищується через кетоз. Цей підвищений рівень β-гідроксибутирату природно очікуваний, оскільки β-гідроксибутират утворюється з ацетоацетату. Ця сполука може використовуватися як джерело енергії мозком і скелетними м'язами, коли рівень глюкози в крові низький. Пацієнти з цукровим діабетом можуть перевірити рівень кетонів у сечі або крові, щоб виявити діабетичний кетоацидоз. При алкогольному кетоацидозі це кетонове тіло виробляється в найбільшій концентрації. Кетогенез виникає, коли виснажується оксалоацетат у клітинах печінки, що виникає внаслідок зниженого споживання вуглеводів (через дієту чи голодування), тривалого надмірного вживання алкоголю та/або дефіцит інсуліну. Оскільки оксалоацетат має вирішальне значення для входу ацетил-КоА в цикл трикарбонових кислот, швидке виробництво ацетил-КоА в результаті окислення жирних кислот за відсутності достатньої кількості оксалоацетату переважає знижену ємність циклу трикарбонових кислот, і результуючий надлишок ацетил-КоА шунтується до виробництва кетонових тіл.

## Біологічна активність
D-β-гідроксимасляна кислота разом із масляною кислотою є двома основними ендогенними агоністами рецептора гідроксикарбонової кислоти 2, Gi/o-зв'язаного G-білокспряженого рецептора.
Бета-гідроксимасляна кислота здатна проникати через гематоенцефалічний бар'єр у центральну нервову систему. Рівні бета-гідроксимасляної кислоти підвищуються в печінці, серці, м'язах, мозку та інших тканинах під час фізичних вправ, обмеження калорій, голодування та кетогенних дієт. Встановлено, що вона діє як інгібітор деацетилаз гістонів. Через інгібування ізоферментів деацетилази гістонів класу I HDAC2 і HDAC3 було встановлено, що бета-гідроксимасляна кислота підвищує рівні нейротрофічного фактора мозку (BDNF) і передачу сигналів тропоміозинкінази B в гіпокампі. Крім того, дослідження на гризунах показало, що тривалі фізичні вправи підвищують концентрацію β-гідроксибутирату в плазмі, що індукує промотори гена BDNF в гіпокампі. Ці висновки можуть мати клінічне значення для лікування депресії, тривоги та когнітивних розладів.
У пацієнтів з епілепсією, які дотримуються кетогенної дієти, рівні β-гідроксибутирату в крові найкраще корелюють зі ступенем контролю судом. Поріг оптимального протисудомного ефекту становить приблизно 4 ммоль/л.

## Лабораторна та промислова хімія
Бета-гідроксимасляна кислота є попередником поліетерів, які є біорозкладаними пластмасами. Цей полімер, полігідроксибутират, також природним чином виробляється бактеріями Alcaligenes eutrophus. β-Гідроксибутират можна виділити з полігідроксибутирату кислотним гідролізом.
Концентрацію β-гідроксибутирату в плазмі крові вимірюють за допомогою тесту, який використовує β-гідроксибутиратдегідрогеназу з NAD+ як електроноакцепторний кофактор. Перетворення β-гідроксибутирату в ацетоацетат, яке каталізується цим ферментом, зменшує NAD+ до NADH, викликаючи електричні зміни; величина цієї зміни може бути використана для екстраполяції кількості β-гідроксибутирату в зразку.